# Clavicymbalum
El clavicymbalum, también escrito clavisimbalum o clavisymbalum, es un instrumento de teclado temprano, antecedente del clave. Consta de 35 teclas y produce un sonido claro, nítido y brillante, así como un alto volumen.

## Historia
Una de las primeras descripciones fue realizada por Henri-Arnault de Zwolle alrededor de 1440 que lo clasificó como uno de los tres tipos de instrumento de teclado existentes en la época, junto con el clavicordio y el dulce melos.